# Nguyen Quang Huy
Nguyen Quang Huy est un peintre de figures vietnamien du XXe siècle, né en 1971. Ses origines ne sont pas mentionnées.

## Biographie
Nguyen Quang Huy étudie sous la direction du peintre Truong Tan à l'école des Beaux-Arts de Hanoï.
Il appartient, avec Nguyen Van Tan et Nguyen Minh Thanh, à la « Triade d'Hanoï ».
Ses silhouettes, sombres, recroquevillées en fœtus ou évoquant le Bouddha, jointes à l'utilisation d'un alphabet illisible, renvoie à un art d'inquiétude.